# ساری‌بلاغ (کلیبر)
ساری‌بلاغ یکی از روستاهای استان آذربایجان شرقی است که در دهستان پیغان‌چایی بخش مرکزی شهرستان کلیبر واقع شده‌است.